# Анатомия страсти (сезон 15)
Пятнадцатый сезон американской телевизионной медицинской драмы «Анатомия страсти» был заказан 20 апреля 2018 года. Премьера сезона состоялась 27 сентября 2018 года со специальной двухчасовой премьерой. Сезон состоит из 25 эпизодов.
В этом сезоне впервые не представлены Джессика Кэпшоу в роли доктора Аризоны Роббинс и Сара Дрю в роли доктора Эйприл Кэпнер, которые были в основном актёрском составе с момента их появления в пятом и шестом сезонах соответственно. Джейсон Джордж также покинул основной состав в предыдущем сезоне, однако периодически появлялся на экране в этом сезоне.

## Актёры и персонажи
- Эллен Помпео — Мередит Грей
- Джастин Чэмберс — Алекс Карев
- Чандра Уилсон — Миранда Бейли
- Джеймс Пикенс-младший — Ричард Уэббер
- Кевин Маккидд — Оуэн Хант
- Джесси Уильямс — Джексон Эйвери
- Катерина Скорсоне — Амелия Шепард
- Камилла Ладдингтон — Джо Уилсон
- Келли Маккрири — Маргарет Пирс
- Джакомо Джианниотти — Эндрю Делука
- Ким Рейвер — Тедди Альтман

## Эпизоды
| № общий | № в сезоне | Название                                                                    | Режиссёр            | Автор сценария                  | Дата премьеры    | Зрители в США (млн) |
| --- | ---------- | --------------------------------------------------------------------------- | ------------------- | ------------------------------- | ---------------- | ------------------- |
| 318 | 1          | «With a Wonder and a Wild Desire» «С горящими глазами и страстным желанием» | Дебби Аллен         | Криста Вернофф                  | 27 сентября 2018 | 6.81                |
| Среди докторов больницы развернулось настоящее сражение за вакантную должность. Мередит заметно вымоталась, и постоянный стресс мешает ей сосредоточиться на работе, что рано или поздно выльется в серьезную ошибку. Мэгги случайно становится хранителем чужого секрета, а Амелия и Оуэн начинают выяснять отношения. Медовый месяц, в который отправились Алекс и Джо, превращается в настоящую катастрофу. |            |                                                                             |                     |                                 |                  |                     |
| 319 | 2          | «Broken Together» «Разбиты, но вместе»                                      | Кевин МакКидд       | Мэг Мэринис                     | 27 сентября 2018 | 6.81                |
| Новые врачи меняют давно устоявшиеся в больнице правила, что приводит к возмущению со стороны старожилов клиники. Мередит становится на сторону своего нового пациента, а Джексон пытается решить проблемы, возникшие из-за недавнего инцидента. Джо принимает важное решение, которое изменит всю её жизнь, и обретает неожиданного союзника.                                                                 |            |                                                                             |                     |                                 |                  |                     |
| 320 | 3          | «Gut Feeling» «Чутьё»                                                       | Майкл Уоткинс       | Марк Дрисколл                   | 4 октября 2018   | 6.61                |
| Новый пациент Мередит настоящий специалист в сватовстве и, естественно, предлагает ей свои услуги. Мэгги пытается достучаться до Тедди, когда бремя тайны начинает мешать её личной жизни. |            |                                                                             |                     |                                 |                  |                     |
| 321 | 4          | «Momma Knows Best» «Мамуле лучше знать»                                     | Сесилия Мосли       | Уильям Харпер                   | 11 октября 2018  | 6.72                |
| Мередит отправляется на свидание вслепую. Алекс рискует в надежде спасти жизнь пациенту. Мэгги приходится хранить тайну Тедди, однако силы её на исходе, и она решает поделиться секретом с кем-то еще. |            |                                                                             |                     |                                 |                  |                     |
| 322 | 5          | «Everyday Angel» «Обыкновенный ангел»                                       | Чандра Уилсон       | Джулия Вонг                     | 25 октября 2018  | 6.54                |
| Мередит просит Тедди помочь в решении личной проблемы. Оуэн и Амелия пытаются следить за Бетти, которая отличилась в своей школе хулиганским поведением. Джо пытается работать над собой, однако Бейли игнорирует её. |            |                                                                             |                     |                                 |                  |                     |
| 323 | 6          | «Flowers Grow Out of My Grave» «Цветы, выросшие на моей могиле»             | Николь Рубио        | Кайли Донован                   | 1 ноября 2018    | 6.71                |
| Новый пациент Мередит заставляет врачей вспомнить о тех, кого они потеряли. Ричард рассказывает неожиданные новости Мередит об её отце. Тедди пытается раскрыть свой секрет Оуэну, а Джо подбивает Линка на отчаянный поступок. |            |                                                                             |                     |                                 |                  |                     |
| 324 | 7          | «Anybody Have a Map?» «У кого-нибудь есть карта?»                           | Криста Вернофф      | Элизабет Р. Финч                | 8 ноября 2018    | 6.60                |
| Кэтрин отправляется в Лос-Анджелес, чтобы подготовиться к открытию нового фонда и приглашает Мередит и Корасика для конфиденциальной беседы. Беременная медсестра теряет сознание во время разговора с Ричардом. |            |                                                                             |                     |                                 |                  |                     |
| 325 | 8          | «Blowin' In The Wind» «Удар по ветру»                                       | Кевин МакКидд       | Мэг Мэринис                     | 15 ноября 2018   | 7.30                |
| На Сиэтл обрушился мощный ураган, и больница переполнена пациентами. Алекс и Джо оказались изолированы дома и решили провести день в своё удовольствие. Мередит и Ричард спорят из-за личной жизни. |            |                                                                             |                     |                                 |                  |                     |
| 326 | 9          | «Shelter from the Storm» «Убежище от урагана»                               | Йэн Тёрнер          | Уильям Харпер                   | 17 января 2019   | 7.07                |
| В Сиэтле продолжается ураган. После того, как в Грей Слоан отключается электричество, врачи борются за жизни своих пациентов, в том числе и Мередит, которой необходимо срочно добраться до Сиси, которой предстоит пересадка сердца. В это же время, Оуэн, Амелия и Тедди разбираются в своей непростой ситуации.                                                                                             |            |                                                                             |                     |                                 |                  |                     |
| 327 | 10         | «Help, I'm Alive» «Помогите, я жив»                                         | Дэниэл Уиллис       | Джалиса Конвэй и Джейсон Гэнзел | 24 января 2019   | 6.98                |
| Мередит сомневается в непринуждённом подходе Линка к лечению пациента. Мегги беспокоится из-за того, что Ричард, Джексон и Кэтрин не смирились с диагнозом Кэтрин. В это же время, Оуэн сталкивается с трудностями, и бразды правления в операционной берёт ДеЛюка. |            |                                                                             |                     |                                 |                  |                     |
| 328 | 11         | «The Winner Takes It All» «Победитель получает всё»                         | Эллисон Лидди-Браун | Элизабет Р. Финч                | 31 января 2019   | 7.27                |
| Амелия и Корасик проводят сложнейшую операцию на Кэтрин, Ричард и Джексон надеются на лучшее. В это же время, Ричард призывает Мередит навестить отца, пока его время не истекло. |            |                                                                             |                     |                                 |                  |                     |
| 329 | 12         | «Girlfriend in a Coma» «Девушка в коме»                                     | Дебби Аллен         | Кайли Донован                   | 7 февраля 2019   | 6.85                |
| Пациент проливает свет на ситуацию со свиданиями Мередит в период праздников. Напряжение в браке Бена и Бейли доходит до предела. В это же время, Бетти шокирует Оуэна и Амелию. |            |                                                                             |                     |                                 |                  |                     |
| 330 | 13         | «I Walk the Line» «Переступить черту»                                       | Кевин МакКидд       | Теймсон Даффи                   | 14 февраля 2019  | 6.58                |
| После стрельбы на параде в Грей Слоан наплыв пациентов. Призрак прошлого выбивает Мегги из колеи в тот день, когда Мередит пытается поговорить с ней о свидании с ДеЛюкой. В это же время Оуэн и Амелия получают некоторые жизненно важные новости о Бетти. |            |                                                                             |                     |                                 |                  |                     |
| 331 | 14         | «I Want a New Drug» «Мне нужен новый наркотик»                              | Дженнот Шварц       | Зоан Клак                       | 21 февраля 2019  | 6.89                |
| Пока Мередит побивает больничный рекорд, остальные врачи отправляются разбираться с массовой передозировкой в общине. В это же время, Джексон хочет взять сопротивляющуюся Мегги в поход. А отношения Шмитта и Нико продолжают развиваться. |            |                                                                             |                     |                                 |                  |                     |
| 332 | 15         | «We Didn't Start the Fire» «Не мы разожгли пожар»                           | Чандра Уилсон       | Энди Ризер                      | 28 февраля 2019  | 6.99                |
| Буквально всё идёт не по плану, когда Джексон устраивает вечеринку, чтобы отпраздновать операцию Кэтрин и отблагодарить людей, которые работали над спасением её жизни. В это же время, Хелен Карев наносит неожиданный визит Алексу и Джо. |            |                                                                             |                     |                                 |                  |                     |
| 333 | 16         | «Blood and Water» «Кровь и вода»                                            | Пит Чатмон          | Кайли Донован                   | 7 марта 2019     | 6.55                |
| Мередит необходимо принять сторону Алекса или ДеЛюки в трудной ситуации, но она не хочет предавать кого-то из них. В это же время, Мегги раскрывает подробности своей личной жизни, которые вызывают общественный интерес. А Шмитт пытается решить, стоит ли рассказывать семье о Нико. |            |                                                                             |                     |                                 |                  |                     |
| 334 | 17         | «And Dream of Sheep» «И приснятся овечки»                                   | Сидней Фрилэнд      | Уильям Харпер                   | 14 марта 2019    | 6.57                |
| Отношения становятся напряжёнными, когда Эндрю и Карина сталкиваются с безжалостной семейной историей. В это же время, Тедди и Оуэн работают с семейной парой, которая находится в ожидании. А Амелия посещает конференцию по альтернативному обезболиванию. |            |                                                                             |                     |                                 |                  |                     |
| 335 | 18         | «Add It Up» «Подвести итог»                                                 | Майкл Уоткинс       | Алекс Манугиан                  | 21 марта 2019    | 7.00                |
| Мегги представляет комнаты-настроения, как альтернативный подход к медицине. Алекс и ДеЛюка препираются из-за 11-летней пациентки, которая пытается саботировать свою собственную операцию. Ричард и Джексон занимаются пациентом с небинарной идентичностью. В это же время, Тедди паникует из-за беременности, что приводит к конфликту между Оуэном и Корасиком.                                            |            |                                                                             |                     |                                 |                  |                     |
| 336 | 19         | «Silent All These Years» «Молчание всех этих лет»                           | Дебби Аллен         | Элизабет Р. Финч                | 28 марта 2019    | 7.37                |
| Пациент, поступивший в Грей Слоан с травмой, заставляет Джо столкнуться с её прошлым. В это же время, Бен и Миранда разговаривают с Таком о свиданиях. |            |                                                                             |                     |                                 |                  |                     |
| 337 | 20         | «The Whole Package» «Полный комплект»                                       | Джиари МакЛеод      | Мег Мэринис                     | 4 апреля 2019    | 6.85                |
| Оуэн и Тедди сталкиваются с неожиданным приездом Меган Хант, которая не имеет представления об их ситуации. Кэтрин готовится провести первую операцию после возвращения, её пациент ветеран войны, который эмоционально не готов к проведению процедуры. Мередит беспокоится о том, что ДеЛюка будет оперировать наедине с Ричардом.                                                                           |            |                                                                             |                     |                                 |                  |                     |
| 338 | 21         | «The Good Shepherd» «Добрый пастырь»                                        | Билл Д'Элиа         | Джули Вонг                      | 11 апреля 2019   | 6.81                |
| Амелия и Линк отправляются в Нью-Йорк, где будут оперировать пациента с серьёзной деформацией позвоночника, но их ждёт больше того, на что они рассчитывали, когда Нэнси Шепард приглашает их к себе на ужин. |            |                                                                             |                     |                                 |                  |                     |
| 339 | 22         | «Head Over High Heels» «На высоких каблуках»                                | Эллисон Лидди-Браун | Бриджет Н. Бюрджесс             | 18 апреля 2019   | 6.24                |
| В то время, когда Ричард неожиданно воссоединяется со старым другом, Мередит дискутирует о том, как справиться с неожиданной ситуацией в личной жизни. У Джо тяжёлый период на работе, а Оуэн прибегает к терапии. |            |                                                                             |                     |                                 |                  |                     |
| 340 | 23         | «What I Did for Love» «Что я сделал ради любви»                             | Джесси Уильямс      | Марк Дрисколл                   | 2 мая 2019       | 6.96                |
| Пока Мегги занимается лечением одного из сотрудников Пожарной части 19, Джо получает тяжёлый урок. В это же время, работая с семьёй, которой требуется убежище Мередит совершает звонок, который может поставить её карьеру под угрозу. |            |                                                                             |                     |                                 |                  |                     |
| 341 | 24         | «Drawn to the Blood» «Влекомый кровью»                                      | Кевин МакКидд       | Энди Ризер                      | 9 мая 2019       | 6.37                |
| В ожидании страдающего агорафобией донора из Лондона Алекс отчаянно пытается спасти Гаса. В это же время, Кэтрин и Бейли организовывают совещание, для того чтобы разобраться в проблеме страхования. Джо рассказывает Мередит о том, что стало причиной её состояния. А Джексон и Мегги отправляются в поход.                                                                                                 |            |                                                                             |                     |                                 |                  |                     |
| 342 | 25         | «Jump into the Fog» «Прыгай в туман»                                        | Дебби Аллен         | Криста Вернофф                  | 16 мая 2019      | 5.99                |
| В то время, когда туман начинает покрывать Сиэтл, доктора Грей Слоан пытаются справиться со своими личными проблемами. Мередит и Алекс пытаются спасти Гаса, в это же время, Шмитт пытается вразумить сопротивляющегося Нико. |            |                                                                             |                     |                                 |                  |                     |